# Rüştü Reçber
Rüştü Reçber (wym. [ˈɾyʃty ˈɾetʃbeɾ]; ur. 10 maja 1973 w Korkuteli) – turecki piłkarz występujący na pozycji bramkarza, brązowy medalista Mistrzostw Świata 2002 oraz półfinalista Mistrzostw Europy 2008. W 2004 roku został umieszczony na prestiżowej liście FIFA 100, na której znalazło się 125 najlepszych żyjących piłkarzy świata.

## Kariera klubowa
Urodzony w położonym niedaleko Antalyi Korkuteli Rüştü rozpoczął piłkarską karierę w zespole Antalyaspor w 1991 roku. Został on odkryty przez obecnego trenera reprezentacji Turcji – Fatiha Terima podczas sesji szkoleniowych. Terim orzekł, że Reçber zostanie jednym z najlepszych bramkarzy w historii tureckiej piłki, mimo że w Antalyaspor był trzecim bramkarzem. Terim polecił go ponadto uwadze klubów z wielkiej tureckiej trójki w Stambule: Fenerbahçe SK, Galatasaray SK i Beşiktaş JK. W 1993 roku miał podpisać kontrakt z tym ostatnim klubem, ale miał wypadek samochodowy i nie zdał testów medycznych. Jeszcze w tym samym roku został sprzedany do czołowego klubu tureckiej Superligi – Fenerbahçe, ale na sezon 1993/1994 został wypożyczony z powrotem do klubu z Antalyi. Z Fenerbahçe zdobył 2 razy mistrzostwo Turcji (w 1996 i 2001), występował również w europejskich pucharach. W 2003 roku został kupiony przez mający problemy z obsadzeniem pozycji bramkarza klub FC Barcelona. W dniu meczu otwarcia Primera División w sezonie 2003/2004 Frank Rijkaard zdecydował, że w pierwszym składzie wystąpi Víctor Valdés, ponieważ Rüştü nie znał języka hiszpańskiego. Po tym wydarzeniu wszystko potoczyło się źle i Reçber wrócił do Fenerbahçe (na zasadzie wypożyczenia), z którym występował w Lidze Mistrzów, a w 2005 zdobył mistrzostwo Turcji. Rüştü miał spór z klubem po zdobyciu tytułu mistrzowskiego 2006/2007, który dotyczył jego przyszłości w Fenerbahçe. Beşiktaş wykorzystał tę okazję do podpisania kontraktu z Rüştü (wówczas wolnym piłkarzem) i w latach 2007–2012 Reçber grał w tym klubie.

## Kariera reprezentacyjna
W reprezentacji Turcji Rüştü Reçber zadebiutował w 1994 roku meczem z Islandią. Występował na Mistrzostwach Europy 1996. Cały czas był podstawowym graczem drużyny narodowej. Najwyższą formę zaprezentował na mistrzostwach świata 2002, na których zdobył z reprezentacją brązowy medal. Na turnieju w Korei i Japonii zdobył popularność nie tylko dzięki dobrej grze, ale również dlatego, że zwykł występować z czarnymi pasami wymalowanymi pod oczyma.
Na Euro 2008 pojechał jako bramkarz rezerwowy. Jednak w ostatnim meczu fazy grupowej z Czechami, pod koniec 2. połowy czerwoną kartkę i tym samym dwumeczowe zawieszenie otrzymał podstawowy bramkarz Volkan Demirel. W ćwierćfinale z reprezentacją Chorwacji Rüştü powrócił więc do składu. Po 120. minutach gry, w konkursie rzutów karnych obronił strzał Petricia, pomagając Turcji w awansie do półfinału. Wystąpił w półfinale z Niemcami, przegranym przez Turcję 2:3. Po meczu oświadczył, że kończy reprezentacyjną karierę. Raz jeszcze został powołany na mecz towarzyski z Finlandią 26 maja 2012 roku. Ostatni występ w kadrze narodowej był jednocześnie jego meczem numer 120.

## Sukcesy
- 3. miejsce na Mistrzostwach Świata w 2002 roku
- ćwierćfinał Mistrzostw Europy 2000 z reprezentacją Turcji
- półfinał Mistrzostw Europy 2008 z reprezentacją Turcji